# 4742 Caliumi
4742 Caliumi eller 1986 WG är en asteroid i huvudbältet som upptäcktes den 26 november 1986 av San Vittore-observatoriet i Bologna. Den är uppkallad efter den italienska astronomen Ferdinando Caliumi.
Asteroiden har en diameter på ungefär 6 kilometer och tillhör asteroidgruppen Phocaea.